# Pickpocket (film)
Pickpocket este un film francez din 1959, scris și regizat de Robert Bresson. În rolul principal este Martin LaSalle, aflat la debutul său în lungmetraj, iar rolurile secundare sunt interpretate Marika Green, Pierre Leymarie și Jean Pélégri. Filmul prezintă un hoț de buzunare impicat în acte criminale, în ciuda intervenției familiei sale, a prietenilor săi și chiar a unui polițist empatic.
Filmul este în general considerat unul dintre cele mai mari filme ale lui Bresson. Alături de O femeie blândă și Patru nopți ale unui visător, este unul dintre cele trei filme ale lui Bresson puternic influențate de operele lui Feodor Dostoievski, autorul preferat al lui Bresson. Combină elemente din Rodion Raskolnikov din Crimă și pedeapsă (care se întreabă dacă regulile morale ar trebui să se aplice oamenilor superiori) cu o intrigă a crimei stradale inspirată de filmul lui Samuel Fuller, Pickup on South Street (1953).

## Rezumat
Michel, un tânăr șomer din Paris, trăiește izolat și refuză ajutorul prietenilor săi, Jacques și Jeanne, considerând locurile de muncă oferite sub demnitatea lui. Relația sa cu mama bolnavă este rece; evită să o viziteze, invocând mereu scuze.
Într-o zi, fură bani de la un spectator la hipodrom, dar este eliberat din lipsă de dovezi. La un bar, îl întâlnește din nou pe inspectorul-șef și face aluzii arogante despre presupusa sa impunitate, exprimând idei similare cu cele ale lui Raskolnikov din Dostoievski: legile nu ar trebui să se aplice oamenilor „superiori”.
Inspirat de un hoț de buzunare din metrou, Michel învață să fure cu abilitate. Se laudă lui Jacques că nu mai are nevoie de un serviciu, dar este prins rapid și forțat să se ascundă. Deși Jeanne îl roagă să-și viziteze mama aflată pe moarte, Michel preferă să urmărească un alt hoț, care îi propune un parteneriat.
Criminalitatea devine centrul vieții sale, iar relațiile personale se deteriorează. La un carnaval, își abandonează prietenii pentru a comite un furt. Devine gelos pe relația dintre Jacques și Jeanne și o ignoră pe mama sa până în ultimele clipe. Pe patul de moarte, aceasta îi spune că are potențialul de a reuși „oricând va dori”.
După moartea mamei, Michel și Jeanne discută despre credință și morală. Michel respinge valorile tradiționale, afirmând că a crezut în Dumnezeu doar „timp de trei minute”. Inspectorul-șef îl avertizează că este supravegheat și dezvăluie că Jeanne depusese o plângere împotriva lui Michel pentru furt de la propria mamă, dar că plângerea a fost retrasă. Michel înțelege că mama lui știa adevărul și a ales să-l protejeze. Jeanne, tulburată, îl îmbrățișează.
Michel fuge la Londra, trăind din furturi. După doi ani, se întoarce falit și o vizitează pe Jeanne, care are un copil cu Jacques, dar a ales să-l crească singură. Michel promite să găsească o slujbă cinstită pentru a o ajuta, deși tentația încă îl bântuie.
Când revine la hipodromul Longchamp, nu poate rezista impulsului de a fura din nou. Este prins într-o operațiune sub acoperire și închis.
Jeanne îl vizitează săptămânal, dar absența ei timp de trei săptămâni îl tulbură profund. Când revine, Michel o sărută și spune: „O, Jeanne, ce drum ciudat a trebuit să parcurg ca să ajung în sfârșit la tine.”

## Producție
Se presupune că Bresson s-a inspirat din filmul lui Samuel Fuller, „Pick-up on South Street” (1953), care este, de asemenea, despre hoți de buzunare. „Pick-up on South Street” nu a fost lansat în cinematografele franceze până în 1961, dar a fost bine primit la Festivalul de Film de la Veneția din 1954. „Pick-up” are multe elemente narative comune cu filmul lui Fuller, inclusiv mama pe moarte, noțiunea de hoț de buzunare ca străin și „legătura dintre hoțul de buzunare și sexualitate”. În plus, la un moment dat în film, Jacques citește și cere să-i împrumute exemplarul lui Michel din „Prințul hoților de buzunare: Un studiu despre George Barrington” de Richard S. Lambert.
Bresson a scris scenariul filmului „în trei luni și l-a filmat în mijlocul mulțimilor într-un timp minim”. Dezordinea rezultată s-a dovedit a fi o provocare în timpul filmărilor, dar a fost uneori folosită în avantajul echipei de filmare, ca în secvența cu furtul din buzunare de la Gare de Lyon.
Hoțul de buzunare franco-tunisian Henri Kassagi a acționat ca și consilier tehnic la film, apărând totodată ca instructor și complice al personajului principal. După „Pickpocket”, chipul și tehnicile lui Kassagi erau prea cunoscute pentru ca acesta să-și continue vechea meserie, așa că și-a schimbat cariera pentru a deveni un magician de scenă de succes.

## Premii și nominalizări
Pickpocket a fost înscris în competiția pentru Ursul de Aur la cea de-a 10-a ediție a Festivalului Internațional de Film de la Berlin, unde a pierdut în fața lui El Lazarillo de Tormes. Cahiers du Cinema l-a numit al patrulea cel mai bun film din 1959.

## Distribuție, personaje
- Martin LaSalle - Michel
- Marika Green - Jeanne
- Jean Pélégri -inspectorul șef
- Dolly Scal - mamei
- Pierre Leymarie - Jacques
- Henri Kassagi -prim complice
- Pierre Étaix - al 2-lea complice
- César Gattegno - inspector

## Receptare critică
Pe site-ul agregator de recenzii Rotten Tomatoes, 93% din cele 46 de recenzii ale criticilor sunt pozitive, cu o notă medie de 9,0/10. Consensul site-ului este: „(...) povestit cu o precizie mecanică, Pickpocket este un studiu de personaje atent observat, care are un impact emoțional puternic.”